# Vatnsdalsfjall (kulle i Island, Suðurland)
Vatnsdalsfjall är en kulle i republiken Island. Den ligger i regionen Suðurland, 100 km öster om huvudstaden Reykjavík. Toppen på Vatnsdalsfjall är 351 meter över havet.
Trakten runt Vatnsdalsfjall är nära nog obefolkad, med mindre än två invånare per kvadratkilometer. Närmaste större samhälle är Hvolsvöllur, nära Vatnsdalsfjall. Trakten runt Vatnsdalsfjall består i huvudsak av gräsmarker.